# جيف جونز (لاعب كرة سلة)
جيف جونز (بالإنجليزية: Jeff Jones)‏ (و. 1960  م) هو لاعب كرة السلة، ومدرب كرة سلة، من الولايات المتحدة، ولد في أوينسبورو، يلعب كلاعب هجوم خلفي.

## روابط خارجية
- جيف جونز على موقع سبورتس رفرنس (الإنجليزية)
- جيف جونز على موقع كلية كرة السلة في سبورتس رفرنس.كوم (الإنجليزية)
- جيف جونز على موقع ريلجم (الإنجليزية)
- جيف جونز على موقع كلية كرة السلة في سبورتس رفرنس.كوم (الإنجليزية)